# Episodi di The L Word: Generation Q (seconda stagione)
La seconda stagione della serie televisiva The L Word: Generation Q, composta da dieci episodi, è stata trasmessa sul canale statunitense via cavo Showtime dall'8 agosto all'11 ottobre 2021.
Negli Stati Uniti gli episodi sono stati resi disponibili on demand due giorni prima della messa in onda su Showtime.
In Italia la stagione è andata in onda in prima visione assoluta sul canale satellitare Sky Atlantic dal 14 agosto al 16 ottobre 2021.
| nº | Titolo            | Prima TV USA      | Prima TV Italia   |
| -- | ----------------- | ----------------- | ----------------- |
| 1  | Late to the Party | 8 agosto 2021     | 14 agosto 2021    |
| 2  | Lean on Me        | 15 agosto 2021    | 21 agosto 2021    |
| 3  | Luck Be a Lady    | 22 agosto 2021    | 28 agosto 2021    |
| 4  | Lake House        | 29 agosto 2021    | 4 settembre 2021  |
| 5  | Lobsters, Too     | 5 settembre 2021  | 11 settembre 2021 |
| 6  | Love Shack        | 13 settembre 2021 | 18 settembre 2021 |
| 7  | Light             | 20 settembre 2021 | 25 settembre 2021 |
| 8  | Launch Party      | 27 settembre 2021 | 2 ottobre 2021    |
| 9  | Last Dance        | 4 ottobre 2021    | 9 ottobre 2021    |
| 10 | Last Call         | 11 ottobre 2021   | 16 ottobre 2021   |